# Stefan Uroš I.

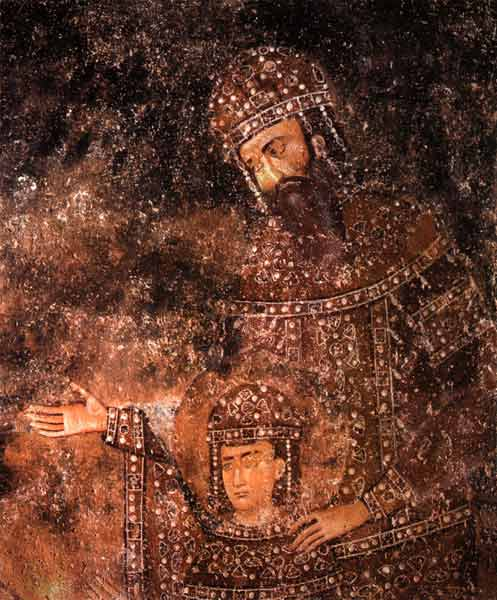
König Stefan Uroš I. mit seinem Sohn Dragutin, Kloster Sopoćani, um 1273

Stefan Uroš I., auch Uroš der Große (* um 1220; † 1. Mai 1277 in Sopoćani) war der jüngste Sohn von Stefan Nemanjić und Anna Dandolo und 1243 bis 1276 König von Raszien, der Küstenländer und aller Serben.

## Leben
Beide seine älteren Brüder, Stefan Radoslav und Stefan Vladislav, wurden von der serbischen Reichsversammlung als Könige abgesetzt. Uroš zeigte sich bei der Staatsführung weit talentierter als seine Brüder. So konnte er 1254 ein Bündnis Bulgariens mit der Republik Dubrovnik (Ragusa) und Ungarn bestehen, führte Kriege gegen Byzanz und eroberte weite Gebiete in Mazedonien, konnte erfolgreich päpstlichen Einmischungen in den vorwiegend römisch-katholischen Küstengebieten entgegentreten, und arbeitete an der Einheit seines Königreichs, weswegen er sich bescheiden nur serbischer König nannte. 
Zu seiner Zeit entwickelte sich das Bergbauwesen, das zur wirtschaftlichen Haupteinnahmequelle Rasziens wurde und dessen Saat bis zu einem Drittel des Silbermarktes im damaligen Europa deckte. Für dieses Unternehmen lud Uroš Bergleute in sein Königreich, die aus ostdeutschen Gebieten und Böhmen stammten oder aus Siebenbürgen und die viele Sonderrechte genossen. Sie siedelten in den neu erschlossenen Bergwerken in und um Novo Brdo (sächsisch Nyenberghe) im heutigen Kosovo. Novo Brdo oder Nyenberghe war mit 40.000 Einwohnern einer der größten Städte Europas und wurde „Stadt des Silbers und Goldes“ genannt. Auch andere wichtige Orte wurden von deutschen Bergleuten gegründet oder sie haben schon existierende Siedlungen aufblühen lassen, wie zum Beispiel: Brskovo, Čačak, Trepča, Kosovska Mitrovica, Rogozno, Srebrenica, Rudnik, Plana, Brvenik, Kratovo. Das von Uroš und mit Hilfe deutscher Sachsen begründete serbische Bergbauwesen wurde damit zu einer der Grundlagen der folgenden Machtentfaltung des Staates in Südosteuropa.
Besonders bemüht war Uroš, regionale und kirchliche Unterschiede in seinem Staat zu überwinden. Er unterstützte die Autonomie der überwiegend römisch-katholischen Küstenstädte und wahrte die Unabhängigkeit des römisch-katholischen Erzbistums von Bar, dessen Erzbischof damals Johannes Carpini war, gegenüber den Ambitionen des Dubrovniker Erzbistums. Letzteres konnte auf die Unterstützung des Papstes zählen.
Uroš war mit Hélène d’Anjou verheiratet. Auf einem Feldzug gegen Ungarn wurde Uroš geschlagen und musste daraufhin seinen Thron mit seinem ältesten Sohn Stefan Dragutin teilen, der ihn auf Betreiben seiner königlich-ungarischen Verwandtschaft 1276 stürzte. Uroš zog sich als Mönch in das von ihm begründete Kloster Sopoćani zurück, wo er 1277 starb.

## Ansehen
Stefan Uroš I. galt als der „Volkskönig“ unter den Nemanjiden. Seine Popularität bei den einfachen Leuten trug dazu bei, dass sich die meisten seiner Nachkommen nach ihm benannten. Obwohl Raszien unter seiner Regierung einen ungeheuren wirtschaftlichen Aufschwung erlebte, blieb Uroš bei einer bescheidenen Lebenshaltung. In seinem bescheidenen Lebensstil wurde er von seiner Frau Hélène unterstützt, die ebenso nicht viel für Pomp und Luxus übrig hatte. In die historischen Annalen eingegangen ist eine byzantinische Mission, welche die Lebensumstände in Raszien erkunden sollte, als Verhandlungen um eine Ehe von Uroš’ jüngerem Sohn Milutin mit der byzantinischen Prinzessin Eudokia, der Tochter Kaisers Michael VIII., geführt wurden. Die byzantinischen Gesandten priesen dabei das höfische Leben in Konstantinopel, woraufhin Uroš sie in einen kleinen Raum führte und ihnen die ungarische Prinzessin Katalina, die Gemahlin seines älteren Sohnes Dragutin, zeigte, wie diese in einfachen Leinen gekleidet auf einem Webstuhl saß. Auf seine Worte: „Und so leben die Prinzessinnen bei uns“, verließen die byzantinischen Gesandten erschrocken Uroš’ Hof, womit auch die Ehe Milutins mit Eudokia nicht zustande kam.